# Paul Mehl
Paul Mehl (Stuhr, 16 aprile 1912 – Düsseldorf, 6 maggio 1972) è stato un calciatore tedesco, di ruolo centrocampista.